# 無愧
無愧（むぎ）（梵: anapatrāpya、アナパトラーピヤ）は仏教が教える煩悩のひとつ。
破廉恥なこと。悪事を起しても、全く恥じないこと。
客観的に反省する心がなく、世間体も人の思惑も気にしなくなる状態をさす。
説一切有部の五位七十五法のうち、大不善地法の一つ。唯識派の『大乗百法明門論』によれば随煩悩位に分類され、そのうち中随煩悩である。
五位七十五法の大善地法「愧」の逆の心作用。